# Humus (banda)
Humus es una banda de rock psicodélico mexicana que ha estado activa desde finales de los ochenta 

## Historia

### Primeros años
Jorge Beltrán fundó Humus en 1987 como una banda de un solo hombre donde él sólo tocaba todos los instrumentos en grabaciones caseras mediante la técnica de grabación ping pong. Eligió el nombre "Humus" por el sonido terroso, como de humus, causado por la degradación de cintas. De finales de los ochenta a inicios de los noventa Beltrán sacó cinco casetes, causando interés en la escena underground de la Ciudad de México.
José Luis Garnica, conocedor de rock y amigo de toda la vida de Jorge, quedó impresionado por la calidad del sonido de estas grabaciones, y principalmente por la habilidad musical de Beltrán, por lo que se convirtió en productor del primer LP de Humus "Tus oídos mienten" en junio de 1992. Finalmente, el álbum le dio notoriedad a Humus, y poco tiempo después las reseñas internacionales de Estados Unidos, Alemania, Francia, y en particular, de Italia empezaron a emerger, alabando a la banda nueva de México.

### Segundo álbum y cambio de alineación
A partir del segundo álbum, solamente llamado Humus (estrenado en diciembre de 1994), el concepto pasó de ser una banda de un solo hombre a una banda en vivo, la cual incluía a Víctor Basurto, bajista y viejo amigo de la escuela con quien Beltrán había formado su primera banda, Stomago Sagrado, a finales de los setenta. 
Víctor diseñó la portada de Tus oídos mienten y ha estado a cargo del arte de todas las grabaciones de ambos músicos desde entonces.
Desde finales de los noventa y hasta bien entrado el siglo XXI, la banda ha tenido ocho bateristas y ha llevado a cabo varios tours.

### Tercer y cuarto álbum y proyectos adicionales
En 1995 se estrenó un tercer álbum, Malleus Crease, junto con el álbum Ourobors de su proyecto hermano Frolic Froth en Italia por la disquera D-dabliu en formato LP. Humus 4 degrees, de 1997, es el único álbum de la banda que se publicó únicamente en formato CD, todos los demás fueron producciones en CD y LP. Este álbum fue lanzado por Smogless Records y la entonces reciente Nuggetphase Productions, desde esa fecha, todos los álbumes producidos por cualquiera de las bandas que dirigen Víctor o Jorge se han publicado bajo ese sello discográfico.
También en 1997, Humus hizo un tour internacional por Italia e Inglaterra, en Exeter grabaron un álbum con el estadounidense Dave Tor quien es cantante del único álbum vocal que han hecho Jorge o Víctor, esto devino en un nuevo proyecto: Euphoric Darkness, pues se alejaba de la línea instrumental a la que siempre se había dedicado Humus. El resultado fue un álbum llamado Colours You Can Hear y solo se hicieron 100 copias.

### Quinto álbum - Actualidad
En Pesaro grabaron el quinto álbum de Humus, Whispering Galleries, bajo la producción de la leyenda del doom metal italiano Paul Chain, quien también contribuyó al álbum. Se hicieron trescientas copias.
Desde 1998 Humus ha grabado nada menos que cinco álbumes, pese a que no han lanzado ninguno desde 2014. La banda sigue activa a pesar de que sus miembros viven en distintos continentes: Jorge Beltrán vive en México y Víctor Basurto en Holanda. Se las arreglan para seguir tocando juntos haciendo uso de nuevas tecnologías. Debido a su tiraje limitado, los álbumes de Humus son raros, llegando a alcanzar precios de hasta 250 dólares en listados internacionales. Sin embargo, a finales de 2006 Smogless Records sacó nuevas ediciones en CD de los primeros tres álbumes de Humus, Tus oídos mienten, Humus y Malleus Crease. En julio de 2011, lanzaron un álbum completamente nuevo llamado Happy Days Ahead, el primero únicamente en formato digital, disponible solo a través de algunas de las principales tiendas digitales.

## Discografía

### Casetes
- Siéntate y escucha (1988)
- Cero Melódico (1989)
- Jardines Colgantes (1989)
- Sopa Invisible (1990)
- Planepantla (1992)

### LP
- Tus Oídos Mienten (1992)
- Humus (1994)
- Malleus Crease (1995)
- Four Degrees (1997)
- Whispering Galleries (1999)
- Happy Days Ahead (2011)
- Wheel Of Malarkey (2014)

### Otros lanzamientos
- Brylereem (incluida en la compilación psicodélica internacional "Floralia 2"), 1996. On/Off Records, Italia.
- El Vampiro (incluida en el tributo internacional de bandas sonoras de películas de horror "E tu vivrai nel terror" [Vivirás el terror]), 1998, Black Widow Records, Italia.

### Miembros actuales
- Jorge Beltrán: guitarras, teclados.
- Víctor Basurto: bajo.
- Charly López: batería.
- Enrique Curiel: teclado.
- Pepe Bobadilla: teclado, guitarra acústica

### Más información
http://www.humusmx.es.tl/home.htm